# Ambon
Ambon és una de les illes Moluques. La capital de l'illa és la ciutat d'Amboina o Ambon que és també la capital de la província de Maluku (Moluques).

## Història

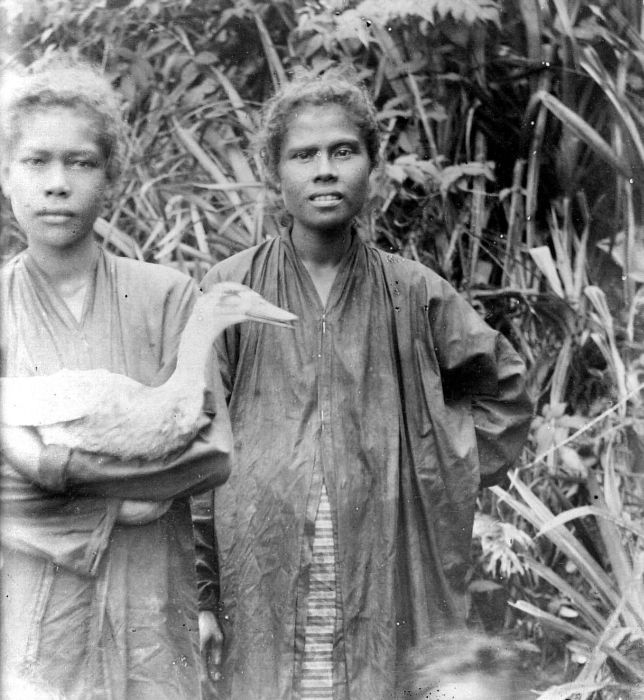
Dones d'Ambon, principis del segle XX

L'illa fou visitada pels portuguesos el 1512, i s'hi van establir permanentment quan foren expulsats de Ternate. Els portuguesos van haver de combatre amb els musulmans d'Hitu. El 1521 es va fundar l'establiment portuguès però no el van gaudir en pau fins vers el 1580. La influència portuguesa no fou important i no van obtenir el control del comerç de les espècies. El 1605 van perdre l'illa davant els neerlandesos dirigits per Steven van der Hagen, que va capturar el fortí sense disparar un sol tret.

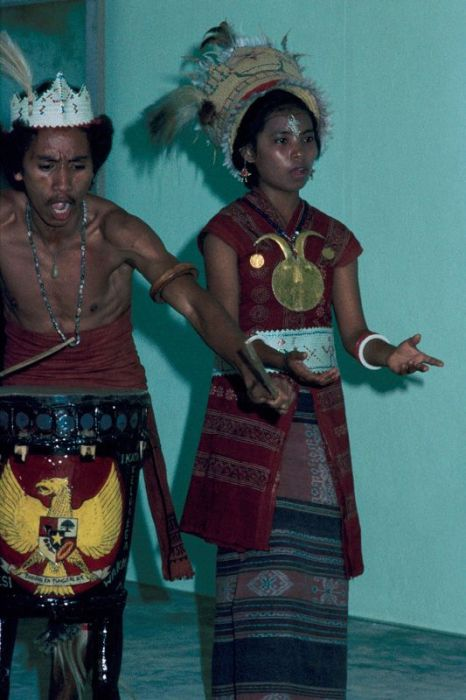
Dansa tradicional d'Ambon.

Fou llavors el quarter general de la Companyia Neerlandesa de les Índies Orientals (VOC) del 1610 al 1619, fins que es va fundar Batàvia. Un establiment britànic a Cambello va existir del 1615 al 1623 però en aquest any els neerlandesos el van destruir i van torturar i matar els colons (la "Massacre d'Ambon"); el 1654 Oliver Cromwell encara va obligar les Províncies Unides a pagar una compensació.
El 1796 els britànics (almirall Rainer) van ocupar l'illa i l'establiment neerlandès però el van retornar a la pau d'Amiens el 1802. El 1810 els britànics la van ocupar altre cop fins a ser restaurada al final de la guerra el 1814. Fou centre de comerç d'esclaus i de la producció i comerç del clau, la producció del qual estava prohibit a les altres illes. Fou seu d'un resident i comandant militar i la ciutat d'Amboina estava protegida per un fortí anomenat Fort Victoria. A la II Guerra Mundial fou una base militar neerlandesa ocupada pels japonesos després de la batalla d'Ambon el 1942; 300 soldats foren executats en l'anomenada massacra de Laha.
El 1945 es va proclamar la República d'Indonèsia que no va estendre la seva autoritat a Ambon, que va retornar als neerlandesos. Es van establir estats autònoms. La situació va degenerar amb la proclamació de la república de les Moluques del Sud el 1950 i finalment la integració a Indonèsia.

### Violència interreligiosa

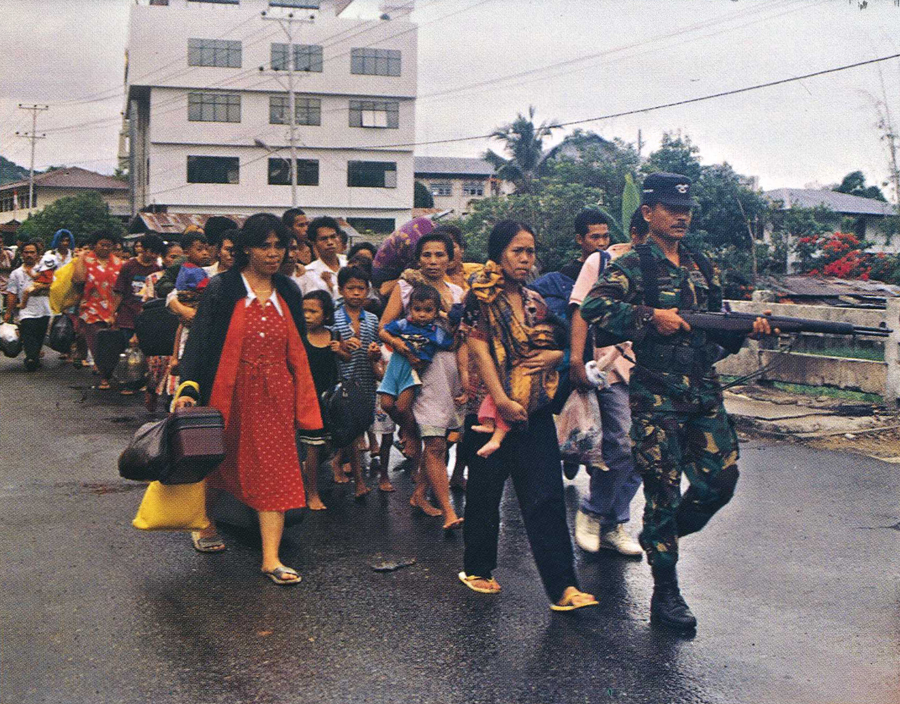
L'exèrcit indonesi evacuant refugiats d'Ambon. 1999

A causa de la transmigració i un nivell de natalitat més alt, la població musulmana d'Ambon va augmentar fins que els cristians es varen trobar en minoria. El 1999 varen haver-hi aldarulls violents entre els musulmans d'Ambon i la minoria cristiana. Molts cristians d'Ambon varen fugir durant les massacres perpetrades per part dels musulmans a partir de l'any 1999.
La situació, en lloc de millorar, va empitjorar quan la policia i l'exèrcit varen intervenir. Les forces de seguretat varen ser acusades de participar en els actes violents, prenent partit sobretot de la banda dels musulmans. Les acusacions no eren pas sense fonament, car la majoria dels soldats, provinents de Java i Cèlebes, eren de religió musulmana. A part d'això el govern va permetre que grups radicals musulmans, com els Laskar Jihad prenguessin part en les lluites provinents d'altres illes. Sota el lema de "netejar Ambon d'infidels", aquests militants islàmics varen llençar atacs molt mortífers contra els barris i pobles de majoria cristiana a la ciutat d'Ambon i els voltants.